# 朝日が丘町 (前橋市)
朝日が丘町（あさひがおかまち）は、群馬県前橋市の地名。郵便番号は371-0832。2013年現在の面積は0.12km2。

## 地理
前橋市の西部に位置し、東側に利根川が流れている。

### 河川
- 利根川

## 歴史
1963年からある地名である。もとは上新田町の一部だった。

### 年表
- 1963年 上新田町の一部が独立し朝日が丘町となる。

## 世帯数と人口
2017年（平成29年）8月31日現在の世帯数と人口は以下の通りである。
| 町丁       | 世帯数  | 人口  |
| ---------- | ------- | ----- |
| 朝日が丘町 | 114世帯 | 267人 |

## 小・中学校の学区
市立小・中学校に通う場合、学区は以下の通りとなる。
| 番地 | 小学校             | 中学校           |
| ---- | ------------------ | ---------------- |
| 全域 | 前橋市立新田小学校 | 前橋市立東中学校 |

## 交通

### 鉄道
鉄道駅はない。

### 道路
国道は通っておらず、県道は群馬県道・埼玉県道13号前橋長瀞線が通っている。

## 施設
- 前橋育英高等学校
- 朝日が丘幼稚園